# Rundschwanzziesel
Der Rundschwanzziesel (Xerospermophilus tereticaudus, Syn.: Spermophilus tereticaudus) ist eine Hörnchenart aus der Gattung Xerospermophilus. Er kommt vom südöstlichen Kalifornien und dem südlichen Nevada über das westliche Arizona bis in die mexikanischen Bundesstaaten Sonora und Baja California vor.

## Merkmale
Der Rundschwanzziesel erreicht eine Kopf-Rumpf-Länge von etwa 20,4 bis 27,8 Zentimetern, der Schwanz wird etwa 60 bis 112 Millimeter lang und ist damit deutlich kürzer als der restliche Körper. Das Gewicht liegt bei 110 bis 170 Gramm. Die Tiere haben eine blass-graue bis rosa-sandfarbene Rückenfärbung ohne erkennbare Zeichnung. Die Körperseiten, der Bauch und die Beine sind heller blass sandfarben. Die Wangen sind weiß bis blass lehmfarben. Der leicht abgerundete Schwanz besitzt die gleiche Farbe wie der Rücken, die Unterseite ist etwas heller sand- bis zimtfarben. Er ist zum Ende abgerundet und kann eine dunkle bis schwarze Spitze haben.

## Verbreitung

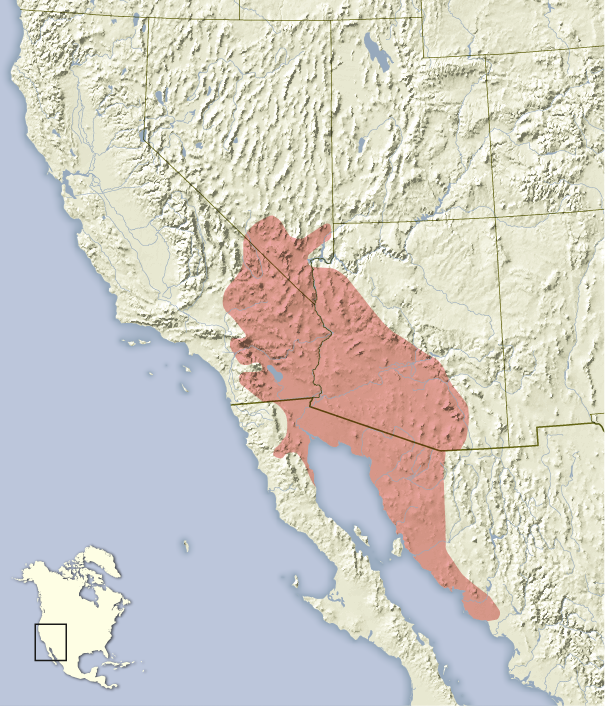
Verbreitungsgebiet des Rundschwanzziesels

Der Rundschwanzziesel kommt vom südöstlichen Kalifornien und dem südlichen Nevada über das westliche Arizona bis in die mexikanischen Bundesstaaten Sonora und Baja California vor.

## Lebensweise

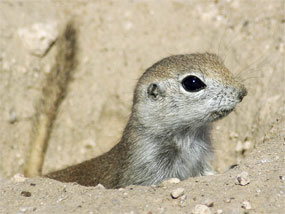
Rundschwanzziesel im Bau

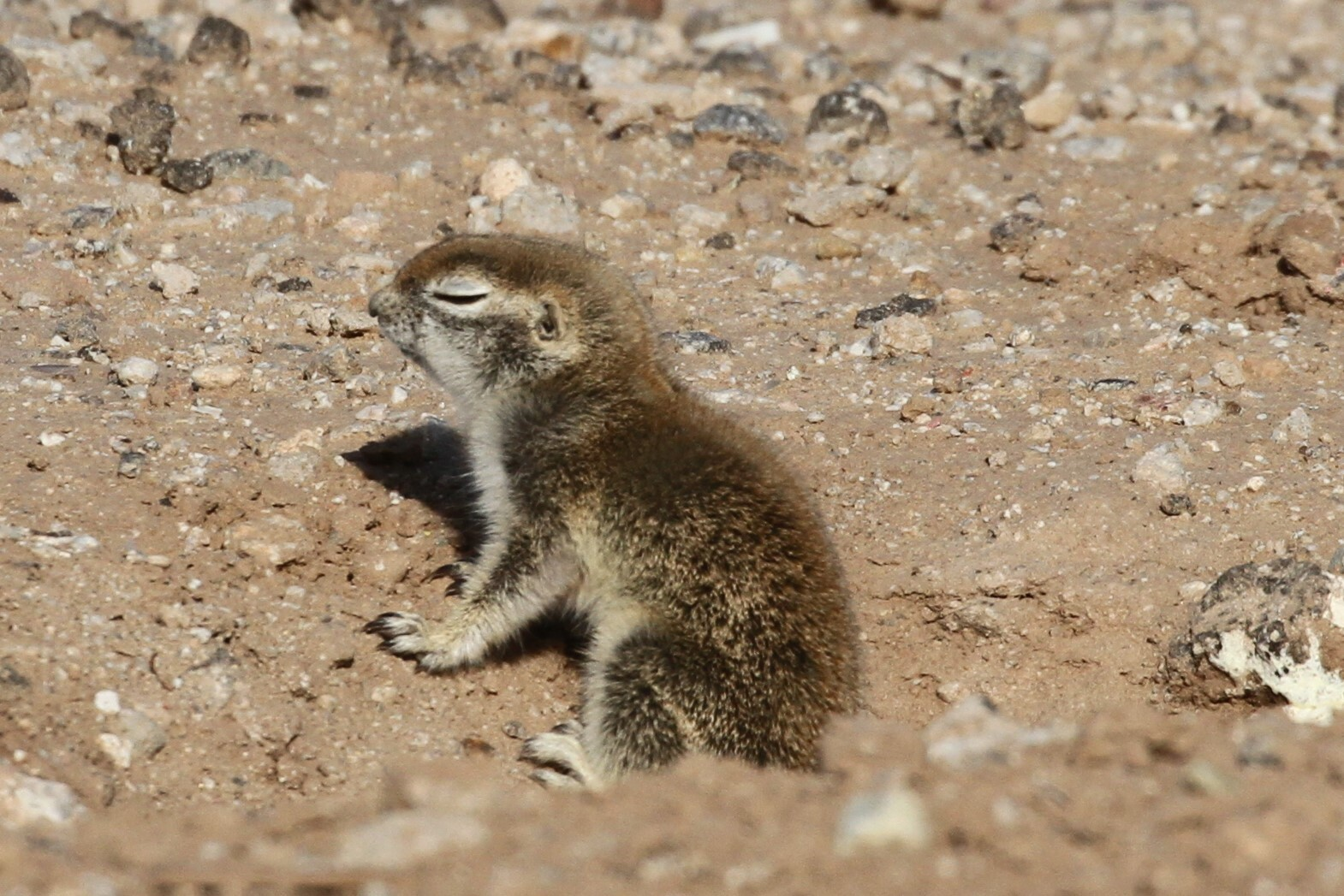
Rundschwanzziesel, juvenil

Der Rundschwanzziesel ist tagaktiv und lebt in trockenen, sandigen Wüstenbereichen, die vor allem durch Mesquitesträucher (Gattung Prosopis) und den Kreosotbusch (Larrea tridentata) geprägt sind. Er ist omnivor und die Nahrung besteht wie bei anderen Erdhörnchen vor allem aus verschiedenen Pflanzenteilen wie Knospen, Blüten, Blättern und Früchten sowie Samen und Insekten. Die Nahrung sammeln sie in ihren Backentaschen. Die Tiere sind sehr hitzetolerant und suchen auch bei 45 °C noch nach Nahrung, wobei sie gelegentlich kleinflächige Schattenbereiche oder die Eingänge der Baue zur Kühlung nutzen.
Die Tiere leben wie andere Erdhörnchen am Boden und in unterirdischen Bauen. Die Aktivität der Tiere reicht in einigen Regionen über das gesamte Jahr, in der Regel überwintern sie jedoch für mehrere Monate. Diese Winterruhe dauert bei den erwachsenen Weibchen maximal von September bis März, bei den Männchen kann sie vom Mai bis Januar andauern. Die Überwinterung kann gemeinsam im gleichen Bau oder einzeln stattfinden. Die erwachsenen Männchen erwachen deutlich vor den Weibchen und verlassen ihre Baue, um ihre Territorien zu bilden und zu verteidigen. Die Aktivitätsbereiche der Männchen und Weibchen sind etwa gleich groß und umfassen durchschnittlich 0,3 Hektar. Der Bau ist relativ unscheinbar ohne Grabhaufen oder -hügel, häufig liegt er unter Gebüsch oder im Bereich von Steinen.
Die Reproduktion ist abgestimmt auf die Winterregenfälle der Mohave- und Sonora-Wüsten, die Paarungszeit beginnt nach dem Erwachen der Weibchen ab März. Die Tragzeit dauert 26 bis 35 Tage an und tragende Weibchen können von März bis Juni angetroffen werden. Danach gebären die Weibchen einen Wurf von einem bis 13, durchschnittlich 4,9 bis 6,5 Jungtieren im Bau. Die Tiere sind polygam und multiple Paarungen und Vaterschaften sind häufig, sie können zu einer Erhöhung der Anzahl der Jungtiere führen. Die Männchen hinterlassen nach der Paarung mit einem Weibchen einen „Paarungsstöpsel“ in Form eines Sekrets akzessorischer Geschlechtsdrüsen in der Vagina, der eine Befruchtung durch Spermien anderer Männchen verhindern soll. Die Entwöhnung erfolgt nach fünf bis sechs Wochen, bereits ein bis zwei Wochen vorher verlassen die Jungtiere erstmals den Bau. Die Männchen verbreiten sich weiträumiger als die Weibchen, die häufig im mütterlichen Bau oder in der Nähe bleiben. Die Geschlechtsreife erreichen die Tiere nach zehn bis elf Monaten.
Die wichtigsten Fressfeinde für den Rundschwanzziesel sind Greifvögel und Schlangen sowie Katzen, Hunde und Marder. Bei Bedrohung ziehen sich die Tiere in ihren Bau zurück und geben generell einen hohen Pfeifton und bei Greifvögeln eine Serie von Zwitschern von sich, bei Schlangen trommeln sie mit den Hinterfüßen auf den Boden.

## Systematik
Der Rundschwanzziesel wird als eigenständige Art innerhalb der Gattung der Xerospermophilus eingeordnet, die aus vier Arten besteht. Die Art wurde lange als Teil der Ziesel und darin innerhalb der Untergattung Xerospermophilus eingeordnet, nach einer umfassenden molekularbiologischen Untersuchung wurde sie jedoch der nun eigenständigen Gattung Xerospermophilus zugeordnet. Die wissenschaftliche Erstbeschreibung stammt von dem amerikanischen Zoologen Spencer Fullerton Baird aus dem Jahr 1893. Er beschrieb die Art als Spermophilus tereticaudus anhand von Individuen aus der Region um das damalige Fort Yuma, heute im kalifornischen Imperial County im Grenzgebiet zu Arizona und Mexiko.
In einer phylogenetischen Untersuchung mit einem Fokus auf die Verwandtschaft des Perote-Ziesels wurde der Rundschwanzziesel als Schwesterart des Mojave-Ziesels identifiziert und den beiden anderen Arten der Gattung, dem Perote-Ziesel und dem Fleckenziesel, gegenübergestellt. Innerhalb der Art werden gemeinsam mit der Nominatform vier Unterarten unterschieden:
- Xerospermophilus tereticaudus tereticaudus: Nominatform; kommt im südlichen Nevada und Kalifornien sowie auf der nördlichen Halbinsel Niederkalifornien (Baja California) vor.
- Xerospermophilus tereticaudus apricus: kommt isoliert in der Valle de la Trinidad in höheren Lagen zwischen den Bergreihen im nördlichen Baja California vor. Die Form ist etwas dunkler und brauner als die Nominatform.
- Xerospermophilus tereticaudus chlorus: kommt im Coachella Valley im südlichen Kalifornien vor. Die Färbung ist eintöniger grau ohne rosa Einschlag.
- Xerospermophilus tereticaudus neglectus: kommt im südlichen und westlichen Arizona und im nordwestlichen Sonora vor. Er ist etwas dunkler als die Nominatform und besitzt einen etwas kürzeren Schwanz.

## Status, Bedrohung und Schutz

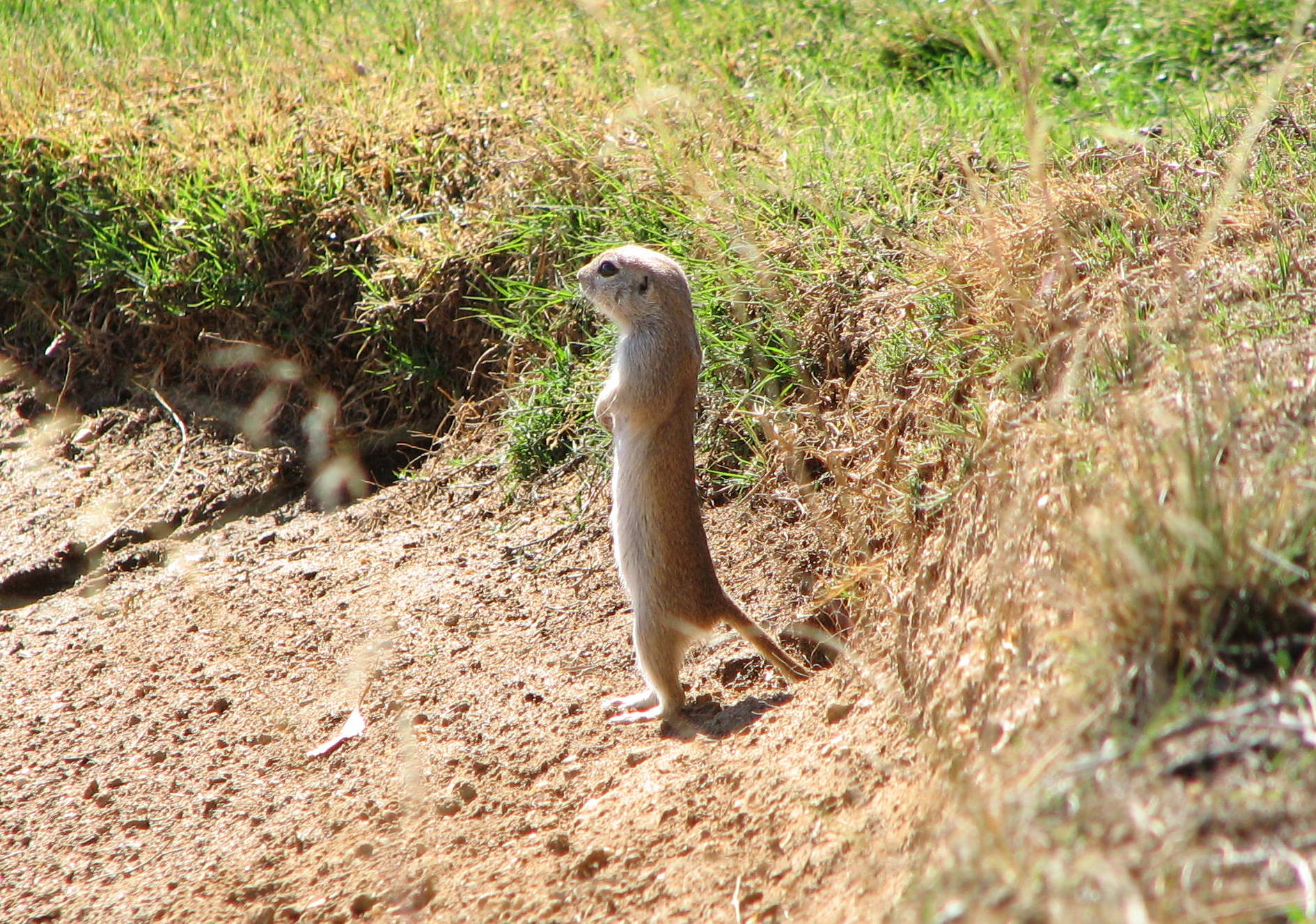
Rundschwanzziesel

Der Rundschwanzziesel wird von der International Union for Conservation of Nature and Natural Resources (IUCN) als nicht gefährdet (least concern) eingeordnet. Begründet wird dies durch das relativ große Verbreitungsgebiet, die angenommen großen Bestände und die Fähigkeit, eine breite Palette von Lebensräumen zu besiedeln.
Potenzielle Gefährdungsursachen für die Art sind nicht bekannt. In einigen Regionen besteht eine Gefährdung in der Umwandlung der Wüstengebiete in Siedlungen und landwirtschaftliche Nutzflächen, wobei vor allem Xerospermophilus tereticaudus chlorus im südlichen Kalifornien davon betroffen ist. Die Tiere werden nicht bejagt, werden jedoch regional als Schädlinge mit Gift bekämpft.

## Belege
1. 1 2 3 4 5 6 7 8 9 10 11 12 13  Richard W. Thorington Jr., John L. Koprowski, Michael A. Steele: Squirrels of the World. Johns Hopkins University Press, Baltimore MD 2012; S. 370–371. ISBN 978-1-4214-0469-1
2. ↑  Karen E. Munroe, John L. Koprowski: Copulatory Plugs of Round-Tailed Ground Squirrels (Xerospermophilus tereticaudus).  The Southwestern Naturalist 57 (2), 2012; S. 208–210. doi:10.1894/0038-4909-57.2.208.
3. 1 2  Kristina A. Ernest, Michael A. Mares: Spermophilus tereticaudus. Mammalian Species 274, 1987; S. 1–9. (Volltext)
4. 1 2  Jesús A. Fernández: Phylogenetics and biogeography of the microendemic rodent Xerospermophilus perotensis (Perote ground squirrel) in the Oriental Basin of Mexico. Journal of Mammalogy 93 (6), 2012; S. 1431–1439. doi:10.1644/11-MAMM-A-409.1
5. ↑  Matthew D. Herron, Todd A. Castoe, Christopher L. Parkinson: Sciurid phylogeny and the paraphyly of holarctic ground squirrels (Spermophilus). Molecular Phylogenetics and Evolution 31, 2004; S. 1015–1030. (Volltext (Memento des Originals vom 17. April 2015 im Internet Archive)  Info: Der Archivlink wurde automatisch eingesetzt und noch nicht geprüft. Bitte prüfe Original- und Archivlink gemäß Anleitung und entferne dann diesen Hinweis., PMID 15120398)
6. ↑  Kristofer M. Helgen, F. Russell Cole, Lauren E. Helgen, Don E. Wilson: Generic Revision in the holarctic ground squirrels genus Spermophilus. Journal of Mammalogy 90 (2), 2009; S. 270–305. doi:10.1644/07-MAMM-A-309.1
7. 1 2  Spermophilus (Xerospermipilus) tereticaudus In: Don E. Wilson, DeeAnn M. Reeder (Hrsg.): Mammal Species of the World. A taxonomic and geographic Reference. 2 Bände. 3. Auflage. Johns Hopkins University Press, Baltimore MD 2005, ISBN 0-8018-8221-4.
8. 1 2  Xerospermophilus tereticaudus in der Roten Liste gefährdeter Arten der IUCN 2015.4. Eingestellt von: A.V. Linzey, R. Timm, S.T. Álvarez-Castañeda,I. Castro-Arellano, T. Lacher, 2008. Abgerufen am 17. Mai 2016.